# Liste des planètes mineures (121001-122000)
Voici la liste des planètes mineures numérotées de 121001 à 122000. Les planètes mineures sont numérotées lorsque leur orbite est confirmée, ce qui peut parfois se produire longtemps après leur découverte. Elles sont classées ici par leur numéro et donc approximativement par leur date de découverte.

## Planètes mineures 121001 à 122000

### 121001-121100
| Nom                       | Désignation provisoire | Date de la découverte | Découvreur                           |
| ------------------------- | ---------------------- | --------------------- | ------------------------------------ |
| (121001) Liangshanxichang | 1998 YW8               | 22 décembre 1998      | Beijing Schmidt CCD Asteroid Program |
| (121002)                  | 1998 YZ15              | 22 décembre 1998      | Spacewatch                           |
| (121003)                  | 1998 YT19              | 25 décembre 1998      | Spacewatch                           |
| (121004)                  | 1998 YQ27              | 29 décembre 1998      | Sarounova, L.                        |
| (121005)                  | 1998 YM31              | 22 décembre 1998      | Spacewatch                           |
| (121006)                  | 1999 AG1               | 7 janvier 1999        | Spacewatch                           |
| (121007) Jiaxingnanhu     | 1999 AT9               | 10 janvier 1999       | Beijing Schmidt CCD Asteroid Program |
| (121008) Michellecrigger  | 1999 AK10              | 14 janvier 1999       | CSS                                  |
| (121009)                  | 1999 AV10              | 7 janvier 1999        | Spacewatch                           |
| (121010)                  | 1999 AG18              | 11 janvier 1999       | Spacewatch                           |
| (121011)                  | 1999 AW18              | 13 janvier 1999       | Spacewatch                           |
| (121012)                  | 1999 AP19              | 13 janvier 1999       | Spacewatch                           |
| (121013)                  | 1999 AG21              | 13 janvier 1999       | Korlevic, K.                         |
| (121014)                  | 1999 AJ22              | 13 janvier 1999       | Beijing Schmidt CCD Asteroid Program |
| (121015)                  | 1999 AO27              | 10 janvier 1999       | Spacewatch                           |
| (121016) Christopharnold  | 1999 BW3               | 18 janvier 1999       | Kandler, J.                          |
| (121017)                  | 1999 BG4               | 19 janvier 1999       | Boattini, A., Tombelli, M.           |
| (121018)                  | 1999 BC6               | 20 janvier 1999       | ODAS                                 |
| (121019) Minodamato       | 1999 BO7               | 20 janvier 1999       | Mallia, F., Di Sora, M.              |
| (121020)                  | 1999 BV8               | 22 janvier 1999       | Korlevic, K.                         |
| (121021)                  | 1999 BB13              | 24 janvier 1999       | Korlevic, K.                         |
| (121022) Galliano         | 1999 BR13              | 20 janvier 1999       | ODAS                                 |
| (121023)                  | 1999 BV25              | 18 janvier 1999       | LINEAR                               |
| (121024)                  | 1999 BK26              | 16 janvier 1999       | Spacewatch                           |
| (121025)                  | 1999 BV26              | 16 janvier 1999       | Spacewatch                           |
| (121026)                  | 1999 BH27              | 16 janvier 1999       | Spacewatch                           |
| (121027)                  | 1999 BS27              | 17 janvier 1999       | Spacewatch                           |
| (121028)                  | 1999 BB29              | 18 janvier 1999       | Spacewatch                           |
| (121029)                  | 1999 BL29              | 18 janvier 1999       | Spacewatch                           |
| (121030)                  | 1999 BM29              | 18 janvier 1999       | Spacewatch                           |
| (121031)                  | 1999 BU30              | 19 janvier 1999       | Spacewatch                           |
| (121032) Wadesisler       | 1999 BN33              | 23 janvier 1999       | CSS                                  |
| (121033)                  | 1999 CU                | 5 février 1999        | Kobayashi, T.                        |
| (121034)                  | 1999 CF1               | 6 février 1999        | Kobayashi, T.                        |
| (121035)                  | 1999 CP3               | 10 février 1999       | LINEAR                               |
| (121036)                  | 1999 CH6               | 10 février 1999       | LINEAR                               |
| (121037)                  | 1999 CV6               | 10 février 1999       | LINEAR                               |
| (121038)                  | 1999 CU10              | 12 février 1999       | LINEAR                               |
| (121039)                  | 1999 CQ11              | 12 février 1999       | LINEAR                               |
| (121040)                  | 1999 CP13              | 14 février 1999       | ODAS                                 |
| (121041)                  | 1999 CD15              | 11 février 1999       | LINEAR                               |
| (121042)                  | 1999 CA16              | 11 février 1999       | LINEAR                               |
| (121043)                  | 1999 CD24              | 10 février 1999       | LINEAR                               |
| (121044)                  | 1999 CM26              | 10 février 1999       | LINEAR                               |
| (121045)                  | 1999 CV29              | 10 février 1999       | LINEAR                               |
| (121046)                  | 1999 CD34              | 10 février 1999       | LINEAR                               |
| (121047)                  | 1999 CM41              | 10 février 1999       | LINEAR                               |
| (121048)                  | 1999 CF42              | 10 février 1999       | LINEAR                               |
| (121049)                  | 1999 CD46              | 10 février 1999       | LINEAR                               |
| (121050)                  | 1999 CX49              | 10 février 1999       | LINEAR                               |
| (121051)                  | 1999 CG50              | 10 février 1999       | LINEAR                               |
| (121052)                  | 1999 CP51              | 10 février 1999       | LINEAR                               |
| (121053)                  | 1999 CA54              | 10 février 1999       | LINEAR                               |
| (121054)                  | 1999 CX73              | 12 février 1999       | LINEAR                               |
| (121055)                  | 1999 CZ75              | 12 février 1999       | LINEAR                               |
| (121056)                  | 1999 CA80              | 12 février 1999       | LINEAR                               |
| (121057)                  | 1999 CA89              | 10 février 1999       | LINEAR                               |
| (121058)                  | 1999 CD92              | 10 février 1999       | LINEAR                               |
| (121059)                  | 1999 CO93              | 10 février 1999       | LINEAR                               |
| (121060)                  | 1999 CH111             | 12 février 1999       | LINEAR                               |
| (121061)                  | 1999 CY112             | 12 février 1999       | LINEAR                               |
| (121062)                  | 1999 CF116             | 12 février 1999       | LINEAR                               |
| (121063)                  | 1999 CO121             | 11 février 1999       | LINEAR                               |
| (121064)                  | 1999 CW132             | 9 février 1999        | Spacewatch                           |
| (121065)                  | 1999 CX132             | 9 février 1999        | Spacewatch                           |
| (121066)                  | 1999 CW135             | 8 février 1999        | Spacewatch                           |
| (121067)                  | 1999 CN145             | 8 février 1999        | Spacewatch                           |
| (121068)                  | 1999 CT147             | 10 février 1999       | Spacewatch                           |
| (121069)                  | 1999 CK149             | 13 février 1999       | Spacewatch                           |
| (121070)                  | 1999 CS149             | 13 février 1999       | Spacewatch                           |
| (121071)                  | 1999 CT149             | 13 février 1999       | Spacewatch                           |
| (121072)                  | 1999 DP3               | 17 février 1999       | Hug, G., Bell, G.                    |
| (121073)                  | 1999 EL12              | 15 mars 1999          | LINEAR                               |
| (121074)                  | 1999 FA2               | 16 mars 1999          | Spacewatch                           |
| (121075)                  | 1999 FA3               | 17 mars 1999          | Spacewatch                           |
| (121076)                  | 1999 FB3               | 17 mars 1999          | Spacewatch                           |
| (121077)                  | 1999 FG3               | 17 mars 1999          | Spacewatch                           |
| (121078)                  | 1999 FP3               | 19 mars 1999          | LINEAR                               |
| (121079)                  | 1999 FP4               | 17 mars 1999          | Spacewatch                           |
| (121080)                  | 1999 FO6               | 17 mars 1999          | ODAS                                 |
| (121081)                  | 1999 FN7               | 20 mars 1999          | LINEAR                               |
| (121082)                  | 1999 FP13              | 19 mars 1999          | Spacewatch                           |
| (121083)                  | 1999 FV16              | 23 mars 1999          | Spacewatch                           |
| (121084)                  | 1999 FY16              | 23 mars 1999          | Spacewatch                           |
| (121085)                  | 1999 FA18              | 23 mars 1999          | Spacewatch                           |
| (121086)                  | 1999 FB18              | 23 mars 1999          | Spacewatch                           |
| (121087)                  | 1999 FO18              | 22 mars 1999          | LONEOS                               |
| (121088)                  | 1999 FX20              | 24 mars 1999          | Klet                                 |
| (121089) Vyšší Brod       | 1999 FH21              | 24 mars 1999          | Tichy, M.                            |
| (121090)                  | 1999 FM27              | 19 mars 1999          | LINEAR                               |
| (121091)                  | 1999 FG34              | 19 mars 1999          | LINEAR                               |
| (121092)                  | 1999 FG40              | 20 mars 1999          | LINEAR                               |
| (121093)                  | 1999 FO46              | 20 mars 1999          | LINEAR                               |
| (121094)                  | 1999 FY48              | 20 mars 1999          | LINEAR                               |
| (121095)                  | 1999 FM49              | 20 mars 1999          | LINEAR                               |
| (121096)                  | 1999 FG51              | 20 mars 1999          | LINEAR                               |
| (121097)                  | 1999 FM54              | 20 mars 1999          | LINEAR                               |
| (121098)                  | 1999 FL55              | 20 mars 1999          | LINEAR                               |
| (121099)                  | 1999 FV55              | 20 mars 1999          | LINEAR                               |
| (121100)                  | 1999 FS62              | 22 mars 1999          | LONEOS                               |

### 121101-121200
| Nom                     | Désignation provisoire | Date de la découverte | Découvreur                           |
| ----------------------- | ---------------------- | --------------------- | ------------------------------------ |
| (121101)                | 1999 FA63              | 22 mars 1999          | LONEOS                               |
| (121102)                | 1999 FE63              | 20 mars 1999          | LONEOS                               |
| (121103) Ericneilsen    | 1999 FX73              | 20 mars 1999          | Sloan Digital Sky Survey             |
| (121104)                | 1999 GQ                | 5 avril 1999          | Korlevic, K.                         |
| (121105)                | 1999 GL1               | 7 avril 1999          | Kobayashi, T.                        |
| (121106)                | 1999 GW1               | 6 avril 1999          | Spacewatch                           |
| (121107)                | 1999 GF5               | 3 avril 1999          | Beijing Schmidt CCD Asteroid Program |
| (121108)                | 1999 GA7               | 15 avril 1999         | LINEAR                               |
| (121109)                | 1999 GV7               | 9 avril 1999          | LONEOS                               |
| (121110)                | 1999 GO12              | 12 avril 1999         | Spacewatch                           |
| (121111)                | 1999 GD16              | 9 avril 1999          | LINEAR                               |
| (121112)                | 1999 GG25              | 6 avril 1999          | LINEAR                               |
| (121113)                | 1999 GM25              | 6 avril 1999          | LINEAR                               |
| (121114)                | 1999 GD28              | 7 avril 1999          | LINEAR                               |
| (121115)                | 1999 GO31              | 7 avril 1999          | LINEAR                               |
| (121116)                | 1999 GH42              | 12 avril 1999         | LINEAR                               |
| (121117)                | 1999 GE56              | 9 avril 1999          | Spacewatch                           |
| (121118)                | 1999 GK58              | 7 avril 1999          | LINEAR                               |
| (121119)                | 1999 GZ58              | 12 avril 1999         | LINEAR                               |
| (121120)                | 1999 GQ59              | 12 avril 1999         | LINEAR                               |
| (121121) Koyoharugotoge | 1999 HJ3               | 19 avril 1999         | Tucker, R. A.                        |
| (121122)                | 1999 HW3               | 21 avril 1999         | Zoltowski, F. B.                     |
| (121123)                | 1999 HK4               | 16 avril 1999         | Spacewatch                           |
| (121124)                | 1999 HZ8               | 17 avril 1999         | LINEAR                               |
| (121125)                | 1999 HW9               | 17 avril 1999         | LINEAR                               |
| (121126)                | 1999 JO2               | 8 mai 1999            | CSS                                  |
| (121127)                | 1999 JF3               | 8 mai 1999            | Broughton, J.                        |
| (121128)                | 1999 JO3               | 6 mai 1999            | LINEAR                               |
| (121129)                | 1999 JV4               | 10 mai 1999           | LINEAR                               |
| (121130)                | 1999 JB5               | 10 mai 1999           | LINEAR                               |
| (121131)                | 1999 JE9               | 7 mai 1999            | CSS                                  |
| (121132) Garydavis      | 1999 JB10              | 8 mai 1999            | CSS                                  |
| (121133) Kenflurchick   | 1999 JN14              | 15 mai 1999           | Tucker, R. A.                        |
| (121134)                | 1999 JT16              | 15 mai 1999           | Spacewatch                           |
| (121135)                | 1999 JJ26              | 10 mai 1999           | LINEAR                               |
| (121136)                | 1999 JJ27              | 10 mai 1999           | LINEAR                               |
| (121137)                | 1999 JV32              | 10 mai 1999           | LINEAR                               |
| (121138)                | 1999 JB33              | 10 mai 1999           | LINEAR                               |
| (121139)                | 1999 JF34              | 10 mai 1999           | LINEAR                               |
| (121140)                | 1999 JZ39              | 10 mai 1999           | LINEAR                               |
| (121141)                | 1999 JE40              | 10 mai 1999           | LINEAR                               |
| (121142)                | 1999 JQ40              | 10 mai 1999           | LINEAR                               |
| (121143)                | 1999 JX44              | 10 mai 1999           | LINEAR                               |
| (121144)                | 1999 JP45              | 10 mai 1999           | LINEAR                               |
| (121145)                | 1999 JT59              | 10 mai 1999           | LINEAR                               |
| (121146)                | 1999 JT67              | 12 mai 1999           | LINEAR                               |
| (121147)                | 1999 JK69              | 12 mai 1999           | LINEAR                               |
| (121148)                | 1999 JC71              | 12 mai 1999           | LINEAR                               |
| (121149)                | 1999 JQ72              | 12 mai 1999           | LINEAR                               |
| (121150)                | 1999 JV72              | 12 mai 1999           | LINEAR                               |
| (121151)                | 1999 JH74              | 12 mai 1999           | LINEAR                               |
| (121152)                | 1999 JU82              | 12 mai 1999           | LINEAR                               |
| (121153)                | 1999 JQ88              | 14 mai 1999           | LINEAR                               |
| (121154)                | 1999 JU90              | 12 mai 1999           | LINEAR                               |
| (121155)                | 1999 JH95              | 12 mai 1999           | LINEAR                               |
| (121156)                | 1999 JJ96              | 12 mai 1999           | LINEAR                               |
| (121157)                | 1999 JT97              | 12 mai 1999           | LINEAR                               |
| (121158)                | 1999 JH98              | 12 mai 1999           | LINEAR                               |
| (121159)                | 1999 JJ100             | 12 mai 1999           | LINEAR                               |
| (121160)                | 1999 JL102             | 13 mai 1999           | LINEAR                               |
| (121161)                | 1999 JG111             | 13 mai 1999           | LINEAR                               |
| (121162)                | 1999 JY113             | 13 mai 1999           | LINEAR                               |
| (121163)                | 1999 JM118             | 13 mai 1999           | LINEAR                               |
| (121164)                | 1999 JO118             | 13 mai 1999           | LINEAR                               |
| (121165)                | 1999 JU120             | 13 mai 1999           | LINEAR                               |
| (121166)                | 1999 JC125             | 10 mai 1999           | LINEAR                               |
| (121167)                | 1999 JE135             | 12 mai 1999           | LINEAR                               |
| (121168)                | 1999 KS1               | 16 mai 1999           | Spacewatch                           |
| (121169)                | 1999 KA2               | 16 mai 1999           | Spacewatch                           |
| (121170)                | 1999 KG7               | 17 mai 1999           | LINEAR                               |
| (121171)                | 1999 KE9               | 18 mai 1999           | LINEAR                               |
| (121172)                | 1999 KZ11              | 18 mai 1999           | LINEAR                               |
| (121173)                | 1999 KE13              | 18 mai 1999           | LINEAR                               |
| (121174)                | 1999 KK14              | 18 mai 1999           | LINEAR                               |
| (121175)                | 1999 KU15              | 18 mai 1999           | LINEAR                               |
| (121176)                | 1999 LH5               | 11 juin 1999          | LINEAR                               |
| (121177)                | 1999 LV6               | 7 juin 1999           | Spacewatch                           |
| (121178)                | 1999 LS8               | 8 juin 1999           | LINEAR                               |
| (121179)                | 1999 LX14              | 10 juin 1999          | LINEAR                               |
| (121180)                | 1999 LX15              | 12 juin 1999          | LINEAR                               |
| (121181)                | 1999 LC25              | 9 juin 1999           | LINEAR                               |
| (121182)                | 1999 LQ31              | 11 juin 1999          | Spacewatch                           |
| (121183)                | 1999 LT36              | 7 juin 1999           | LONEOS                               |
| (121184)                | 1999 NH                | 5 juillet 1999        | Bell, G., Hug, G.                    |
| (121185)                | 1999 NP                | 7 juillet 1999        | Broughton, J.                        |
| (121186)                | 1999 NR1               | 12 juillet 1999       | LINEAR                               |
| (121187)                | 1999 NJ13              | 14 juillet 1999       | LINEAR                               |
| (121188)                | 1999 NR17              | 14 juillet 1999       | LINEAR                               |
| (121189)                | 1999 NE19              | 14 juillet 1999       | LINEAR                               |
| (121190)                | 1999 NP19              | 14 juillet 1999       | LINEAR                               |
| (121191)                | 1999 NT19              | 14 juillet 1999       | LINEAR                               |
| (121192)                | 1999 NC22              | 14 juillet 1999       | LINEAR                               |
| (121193)                | 1999 NK22              | 14 juillet 1999       | LINEAR                               |
| (121194)                | 1999 NQ26              | 14 juillet 1999       | LINEAR                               |
| (121195)                | 1999 NY29              | 14 juillet 1999       | LINEAR                               |
| (121196)                | 1999 NY31              | 14 juillet 1999       | LINEAR                               |
| (121197)                | 1999 NB33              | 14 juillet 1999       | LINEAR                               |
| (121198)                | 1999 NB35              | 14 juillet 1999       | LINEAR                               |
| (121199)                | 1999 NC38              | 14 juillet 1999       | LINEAR                               |
| (121200)                | 1999 NK38              | 14 juillet 1999       | LINEAR                               |

### 121201-121300
| Nom                       | Désignation provisoire | Date de la découverte | Découvreur        |
| ------------------------- | ---------------------- | --------------------- | ----------------- |
| (121201)                  | 1999 NR41              | 14 juillet 1999       | LINEAR            |
| (121202)                  | 1999 NG46              | 13 juillet 1999       | LINEAR            |
| (121203)                  | 1999 NB49              | 13 juillet 1999       | LINEAR            |
| (121204)                  | 1999 OK2               | 22 juillet 1999       | LINEAR            |
| (121205)                  | 1999 PG1               | 8 août 1999           | Comba, P. G.      |
| (121206)                  | 1999 PO3               | 13 août 1999          | Cooney Jr., W. R. |
| (121207)                  | 1999 PX3               | 7 août 1999           | LONEOS            |
| (121208)                  | 1999 PZ4               | 8 août 1999           | Kagawa, T.        |
| (121209)                  | 1999 QJ1               | 17 août 1999          | Spacewatch        |
| (121210)                  | 1999 QG2               | 25 août 1999          | Sarounova, L.     |
| (121211) Nikeshadavis     | 1999 RB4               | 4 septembre 1999      | CSS               |
| (121212)                  | 1999 RP5               | 3 septembre 1999      | Spacewatch        |
| (121213)                  | 1999 RR6               | 3 septembre 1999      | Spacewatch        |
| (121214)                  | 1999 RU7               | 3 septembre 1999      | Spacewatch        |
| (121215)                  | 1999 RA8               | 3 septembre 1999      | Spacewatch        |
| (121216)                  | 1999 RP9               | 4 septembre 1999      | Spacewatch        |
| (121217)                  | 1999 RV10              | 7 septembre 1999      | LINEAR            |
| (121218)                  | 1999 RJ11              | 7 septembre 1999      | LINEAR            |
| (121219)                  | 1999 RL11              | 7 septembre 1999      | LINEAR            |
| (121220)                  | 1999 RK13              | 7 septembre 1999      | LINEAR            |
| (121221)                  | 1999 RO13              | 7 septembre 1999      | LINEAR            |
| (121222)                  | 1999 RG14              | 7 septembre 1999      | LINEAR            |
| (121223)                  | 1999 RQ15              | 7 septembre 1999      | LINEAR            |
| (121224)                  | 1999 RA21              | 7 septembre 1999      | LINEAR            |
| (121225)                  | 1999 RX27              | 8 septembre 1999      | Klet              |
| (121226)                  | 1999 RZ28              | 7 septembre 1999      | LINEAR            |
| (121227)                  | 1999 RA29              | 7 septembre 1999      | LINEAR            |
| (121228)                  | 1999 RQ29              | 8 septembre 1999      | LINEAR            |
| (121229)                  | 1999 RC30              | 8 septembre 1999      | LINEAR            |
| (121230)                  | 1999 RH30              | 8 septembre 1999      | LINEAR            |
| (121231)                  | 1999 RD31              | 8 septembre 1999      | LINEAR            |
| (121232) Zerin            | 1999 RK35              | 11 septembre 1999     | Starkenburg       |
| (121233)                  | 1999 RU36              | 10 septembre 1999     | Zoltowski, F. B.  |
| (121234)                  | 1999 RM37              | 11 septembre 1999     | LINEAR            |
| (121235)                  | 1999 RB39              | 13 septembre 1999     | Sheridan, E. E.   |
| (121236) Adrianagutierrez | 1999 RJ39              | 8 septembre 1999      | CSS               |
| (121237) Zachdolch        | 1999 RK39              | 8 septembre 1999      | CSS               |
| (121238)                  | 1999 RM40              | 7 septembre 1999      | LINEAR            |
| (121239)                  | 1999 RQ41              | 14 septembre 1999     | Klet              |
| (121240)                  | 1999 RG44              | 15 septembre 1999     | Broughton, J.     |
| (121241)                  | 1999 RW46              | 7 septembre 1999      | LINEAR            |
| (121242)                  | 1999 RR48              | 7 septembre 1999      | LINEAR            |
| (121243)                  | 1999 RQ50              | 7 septembre 1999      | LINEAR            |
| (121244)                  | 1999 RE51              | 7 septembre 1999      | LINEAR            |
| (121245)                  | 1999 RO51              | 7 septembre 1999      | LINEAR            |
| (121246)                  | 1999 RU55              | 7 septembre 1999      | LINEAR            |
| (121247)                  | 1999 RX58              | 7 septembre 1999      | LINEAR            |
| (121248)                  | 1999 RR63              | 7 septembre 1999      | LINEAR            |
| (121249)                  | 1999 RC65              | 7 septembre 1999      | LINEAR            |
| (121250)                  | 1999 RF66              | 7 septembre 1999      | LINEAR            |
| (121251)                  | 1999 RO71              | 7 septembre 1999      | LINEAR            |
| (121252)                  | 1999 RS71              | 7 septembre 1999      | LINEAR            |
| (121253)                  | 1999 RW71              | 7 septembre 1999      | LINEAR            |
| (121254)                  | 1999 RK76              | 7 septembre 1999      | LINEAR            |
| (121255)                  | 1999 RM83              | 7 septembre 1999      | LINEAR            |
| (121256)                  | 1999 RL85              | 7 septembre 1999      | LINEAR            |
| (121257)                  | 1999 RQ91              | 7 septembre 1999      | LINEAR            |
| (121258)                  | 1999 RL94              | 7 septembre 1999      | LINEAR            |
| (121259)                  | 1999 RC95              | 7 septembre 1999      | LINEAR            |
| (121260)                  | 1999 RR96              | 7 septembre 1999      | LINEAR            |
| (121261)                  | 1999 RY97              | 7 septembre 1999      | LINEAR            |
| (121262)                  | 1999 RE98              | 7 septembre 1999      | LINEAR            |
| (121263)                  | 1999 RO98              | 7 septembre 1999      | LINEAR            |
| (121264)                  | 1999 RP105             | 8 septembre 1999      | LINEAR            |
| (121265)                  | 1999 RT106             | 8 septembre 1999      | LINEAR            |
| (121266)                  | 1999 RU106             | 8 septembre 1999      | LINEAR            |
| (121267)                  | 1999 RX106             | 8 septembre 1999      | LINEAR            |
| (121268)                  | 1999 RD108             | 8 septembre 1999      | LINEAR            |
| (121269)                  | 1999 RK108             | 8 septembre 1999      | LINEAR            |
| (121270)                  | 1999 RT113             | 9 septembre 1999      | LINEAR            |
| (121271)                  | 1999 RD114             | 9 septembre 1999      | LINEAR            |
| (121272)                  | 1999 RB115             | 9 septembre 1999      | LINEAR            |
| (121273)                  | 1999 RN118             | 9 septembre 1999      | LINEAR            |
| (121274)                  | 1999 RM124             | 9 septembre 1999      | LINEAR            |
| (121275)                  | 1999 RC126             | 9 septembre 1999      | LINEAR            |
| (121276)                  | 1999 RJ136             | 9 septembre 1999      | LINEAR            |
| (121277)                  | 1999 RX136             | 9 septembre 1999      | LINEAR            |
| (121278)                  | 1999 RH142             | 9 septembre 1999      | LINEAR            |
| (121279)                  | 1999 RQ143             | 9 septembre 1999      | LINEAR            |
| (121280)                  | 1999 RY143             | 9 septembre 1999      | LINEAR            |
| (121281)                  | 1999 RW148             | 9 septembre 1999      | LINEAR            |
| (121282)                  | 1999 RC153             | 9 septembre 1999      | LINEAR            |
| (121283)                  | 1999 RE153             | 9 septembre 1999      | LINEAR            |
| (121284)                  | 1999 RQ157             | 9 septembre 1999      | LINEAR            |
| (121285)                  | 1999 RB161             | 9 septembre 1999      | LINEAR            |
| (121286)                  | 1999 RG161             | 9 septembre 1999      | LINEAR            |
| (121287)                  | 1999 RU164             | 9 septembre 1999      | LINEAR            |
| (121288)                  | 1999 RT171             | 9 septembre 1999      | LINEAR            |
| (121289)                  | 1999 RS174             | 9 septembre 1999      | LINEAR            |
| (121290)                  | 1999 RK176             | 9 septembre 1999      | LINEAR            |
| (121291)                  | 1999 RN176             | 9 septembre 1999      | LINEAR            |
| (121292)                  | 1999 RR180             | 9 septembre 1999      | LINEAR            |
| (121293)                  | 1999 RL182             | 9 septembre 1999      | LINEAR            |
| (121294)                  | 1999 RW182             | 9 septembre 1999      | LINEAR            |
| (121295)                  | 1999 RW185             | 9 septembre 1999      | LINEAR            |
| (121296)                  | 1999 RH193             | 13 septembre 1999     | LINEAR            |
| (121297)                  | 1999 RU195             | 8 septembre 1999      | LINEAR            |
| (121298)                  | 1999 RK198             | 9 septembre 1999      | LINEAR            |
| (121299)                  | 1999 RL202             | 8 septembre 1999      | LINEAR            |
| (121300)                  | 1999 RM202             | 8 septembre 1999      | LINEAR            |

### 121301-121400
| Nom                      | Désignation provisoire | Date de la découverte | Découvreur                           |
| ------------------------ | ---------------------- | --------------------- | ------------------------------------ |
| (121301)                 | 1999 RT202             | 8 septembre 1999      | LINEAR                               |
| (121302)                 | 1999 RN203             | 8 septembre 1999      | LINEAR                               |
| (121303)                 | 1999 RB205             | 8 septembre 1999      | LINEAR                               |
| (121304)                 | 1999 RA206             | 8 septembre 1999      | LINEAR                               |
| (121305)                 | 1999 RH206             | 8 septembre 1999      | LINEAR                               |
| (121306)                 | 1999 RQ207             | 8 septembre 1999      | LINEAR                               |
| (121307)                 | 1999 RT207             | 8 septembre 1999      | LINEAR                               |
| (121308)                 | 1999 RD208             | 8 septembre 1999      | LINEAR                               |
| (121309)                 | 1999 RG209             | 8 septembre 1999      | LINEAR                               |
| (121310)                 | 1999 RJ209             | 8 septembre 1999      | LINEAR                               |
| (121311)                 | 1999 RR209             | 8 septembre 1999      | LINEAR                               |
| (121312)                 | 1999 RS209             | 8 septembre 1999      | LINEAR                               |
| (121313) Tamsin          | 1999 RF214             | 8 septembre 1999      | Pauwels, T.                          |
| (121314)                 | 1999 RW217             | 4 septembre 1999      | LONEOS                               |
| (121315) Mikelentz       | 1999 RB218             | 4 septembre 1999      | CSS                                  |
| (121316)                 | 1999 RC219             | 5 septembre 1999      | LONEOS                               |
| (121317)                 | 1999 RE225             | 7 septembre 1999      | LINEAR                               |
| (121318)                 | 1999 RY242             | 4 septembre 1999      | LONEOS                               |
| (121319)                 | 1999 RN247             | 5 septembre 1999      | Spacewatch                           |
| (121320)                 | 1999 RR249             | 6 septembre 1999      | Spacewatch                           |
| (121321)                 | 1999 SH                | 16 septembre 1999     | Korlevic, K.                         |
| (121322)                 | 1999 SQ1               | 19 septembre 1999     | Sarounova, L.                        |
| (121323)                 | 1999 SJ3               | 22 septembre 1999     | LINEAR                               |
| (121324)                 | 1999 SQ5               | 30 septembre 1999     | LINEAR                               |
| (121325)                 | 1999 SU5               | 30 septembre 1999     | LINEAR                               |
| (121326)                 | 1999 SG12              | 22 septembre 1999     | LINEAR                               |
| (121327) Andreweaker     | 1999 SL14              | 30 septembre 1999     | CSS                                  |
| (121328) Devlynrfennell  | 1999 SZ14              | 29 septembre 1999     | CSS                                  |
| (121329) Getzandanner    | 1999 SF15              | 30 septembre 1999     | CSS                                  |
| (121330) Colbygoodloe    | 1999 SW16              | 29 septembre 1999     | CSS                                  |
| (121331) Savannahsalazar | 1999 SN22              | 30 septembre 1999     | CSS                                  |
| (121332) Jasonhair       | 1999 SB24              | 29 septembre 1999     | CSS                                  |
| (121333)                 | 1999 TF3               | 4 octobre 1999        | Comba, P. G.                         |
| (121334)                 | 1999 TQ3               | 3 octobre 1999        | Stroncone                            |
| (121335)                 | 1999 TO4               | 2 octobre 1999        | LINEAR                               |
| (121336) Žiarnadhronom   | 1999 TF6               | 6 octobre 1999        | Kornos, L., Toth, J.                 |
| (121337)                 | 1999 TW8               | 1er octobre 1999      | Farra d'Isonzo                       |
| (121338)                 | 1999 TY8               | 1er octobre 1999      | Farra d'Isonzo                       |
| (121339)                 | 1999 TO15              | 13 octobre 1999       | Kusnirak, P., Pravec, P.             |
| (121340)                 | 1999 TO17              | 15 octobre 1999       | Comba, P. G.                         |
| (121341)                 | 1999 TB19              | 15 octobre 1999       | Korlevic, K.                         |
| (121342)                 | 1999 TV19              | 10 octobre 1999       | Beijing Schmidt CCD Asteroid Program |
| (121343)                 | 1999 TH27              | 3 octobre 1999        | LINEAR                               |
| (121344)                 | 1999 TB29              | 4 octobre 1999        | LINEAR                               |
| (121345)                 | 1999 TA32              | 4 octobre 1999        | LINEAR                               |
| (121346)                 | 1999 TB33              | 4 octobre 1999        | LINEAR                               |
| (121347)                 | 1999 TL33              | 4 octobre 1999        | LINEAR                               |
| (121348)                 | 1999 TP33              | 4 octobre 1999        | LINEAR                               |
| (121349)                 | 1999 TM34              | 2 octobre 1999        | LINEAR                               |
| (121350)                 | 1999 TU34              | 3 octobre 1999        | LINEAR                               |
| (121351)                 | 1999 TL35              | 4 octobre 1999        | LINEAR                               |
| (121352) Taylorhale      | 1999 TG38              | 1er octobre 1999      | CSS                                  |
| (121353)                 | 1999 TF39              | 3 octobre 1999        | CSS                                  |
| (121354)                 | 1999 TX47              | 4 octobre 1999        | Spacewatch                           |
| (121355)                 | 1999 TQ49              | 4 octobre 1999        | Spacewatch                           |
| (121356)                 | 1999 TE52              | 4 octobre 1999        | Spacewatch                           |
| (121357)                 | 1999 TA54              | 6 octobre 1999        | Spacewatch                           |
| (121358)                 | 1999 TR54              | 6 octobre 1999        | Spacewatch                           |
| (121359)                 | 1999 TG55              | 6 octobre 1999        | Spacewatch                           |
| (121360)                 | 1999 TP56              | 6 octobre 1999        | Spacewatch                           |
| (121361)                 | 1999 TJ60              | 7 octobre 1999        | Spacewatch                           |
| (121362)                 | 1999 TB61              | 7 octobre 1999        | Spacewatch                           |
| (121363)                 | 1999 TK61              | 7 octobre 1999        | Spacewatch                           |
| (121364)                 | 1999 TH62              | 7 octobre 1999        | Spacewatch                           |
| (121365)                 | 1999 TB65              | 8 octobre 1999        | Spacewatch                           |
| (121366)                 | 1999 TZ65              | 8 octobre 1999        | Spacewatch                           |
| (121367)                 | 1999 TK67              | 8 octobre 1999        | Spacewatch                           |
| (121368)                 | 1999 TP69              | 9 octobre 1999        | Spacewatch                           |
| (121369)                 | 1999 TJ70              | 9 octobre 1999        | Spacewatch                           |
| (121370)                 | 1999 TK72              | 9 octobre 1999        | Spacewatch                           |
| (121371)                 | 1999 TE77              | 10 octobre 1999       | Spacewatch                           |
| (121372)                 | 1999 TD79              | 11 octobre 1999       | Spacewatch                           |
| (121373)                 | 1999 TB80              | 11 octobre 1999       | Spacewatch                           |
| (121374)                 | 1999 TG80              | 11 octobre 1999       | Spacewatch                           |
| (121375)                 | 1999 TK80              | 11 octobre 1999       | Spacewatch                           |
| (121376)                 | 1999 TX83              | 13 octobre 1999       | Spacewatch                           |
| (121377)                 | 1999 TF85              | 14 octobre 1999       | Spacewatch                           |
| (121378)                 | 1999 TO87              | 15 octobre 1999       | Spacewatch                           |
| (121379)                 | 1999 TV87              | 15 octobre 1999       | Spacewatch                           |
| (121380)                 | 1999 TJ89              | 2 octobre 1999        | LINEAR                               |
| (121381)                 | 1999 TJ94              | 2 octobre 1999        | LINEAR                               |
| (121382)                 | 1999 TU97              | 2 octobre 1999        | LINEAR                               |
| (121383)                 | 1999 TJ100             | 2 octobre 1999        | LINEAR                               |
| (121384)                 | 1999 TM104             | 3 octobre 1999        | LINEAR                               |
| (121385)                 | 1999 TC114             | 4 octobre 1999        | LINEAR                               |
| (121386)                 | 1999 TP114             | 4 octobre 1999        | LINEAR                               |
| (121387)                 | 1999 TE117             | 4 octobre 1999        | LINEAR                               |
| (121388)                 | 1999 TJ117             | 4 octobre 1999        | LINEAR                               |
| (121389)                 | 1999 TY117             | 4 octobre 1999        | LINEAR                               |
| (121390)                 | 1999 TA118             | 4 octobre 1999        | LINEAR                               |
| (121391)                 | 1999 TP118             | 4 octobre 1999        | LINEAR                               |
| (121392)                 | 1999 TU118             | 4 octobre 1999        | LINEAR                               |
| (121393)                 | 1999 TA120             | 4 octobre 1999        | LINEAR                               |
| (121394)                 | 1999 TM120             | 4 octobre 1999        | LINEAR                               |
| (121395)                 | 1999 TQ122             | 4 octobre 1999        | LINEAR                               |
| (121396)                 | 1999 TW123             | 4 octobre 1999        | LINEAR                               |
| (121397)                 | 1999 TR125             | 4 octobre 1999        | LINEAR                               |
| (121398)                 | 1999 TH129             | 6 octobre 1999        | LINEAR                               |
| (121399)                 | 1999 TO129             | 6 octobre 1999        | LINEAR                               |
| (121400)                 | 1999 TQ129             | 6 octobre 1999        | LINEAR                               |

### 121401-121500
| Nom                       | Désignation provisoire | Date de la découverte | Découvreur |
| ------------------------- | ---------------------- | --------------------- | ---------- |
| (121401)                  | 1999 TX129             | 6 octobre 1999        | LINEAR     |
| (121402)                  | 1999 TK131             | 6 octobre 1999        | LINEAR     |
| (121403)                  | 1999 TL131             | 6 octobre 1999        | LINEAR     |
| (121404)                  | 1999 TW132             | 6 octobre 1999        | LINEAR     |
| (121405)                  | 1999 TZ134             | 6 octobre 1999        | LINEAR     |
| (121406)                  | 1999 TR135             | 6 octobre 1999        | LINEAR     |
| (121407)                  | 1999 TB138             | 6 octobre 1999        | LINEAR     |
| (121408)                  | 1999 TD139             | 6 octobre 1999        | LINEAR     |
| (121409)                  | 1999 TB140             | 6 octobre 1999        | LINEAR     |
| (121410)                  | 1999 TH141             | 15 octobre 1999       | LINEAR     |
| (121411)                  | 1999 TR141             | 6 octobre 1999        | LINEAR     |
| (121412)                  | 1999 TW141             | 7 octobre 1999        | LINEAR     |
| (121413)                  | 1999 TW142             | 7 octobre 1999        | LINEAR     |
| (121414)                  | 1999 TA144             | 7 octobre 1999        | LINEAR     |
| (121415)                  | 1999 TR144             | 7 octobre 1999        | LINEAR     |
| (121416)                  | 1999 TG146             | 7 octobre 1999        | LINEAR     |
| (121417)                  | 1999 TL146             | 7 octobre 1999        | LINEAR     |
| (121418)                  | 1999 TO147             | 7 octobre 1999        | LINEAR     |
| (121419)                  | 1999 TW147             | 7 octobre 1999        | LINEAR     |
| (121420)                  | 1999 TD148             | 7 octobre 1999        | LINEAR     |
| (121421)                  | 1999 TR148             | 7 octobre 1999        | LINEAR     |
| (121422)                  | 1999 TD149             | 7 octobre 1999        | LINEAR     |
| (121423)                  | 1999 TR149             | 7 octobre 1999        | LINEAR     |
| (121424)                  | 1999 TP151             | 7 octobre 1999        | LINEAR     |
| (121425)                  | 1999 TV152             | 7 octobre 1999        | LINEAR     |
| (121426)                  | 1999 TX153             | 7 octobre 1999        | LINEAR     |
| (121427)                  | 1999 TJ158             | 7 octobre 1999        | LINEAR     |
| (121428)                  | 1999 TY162             | 9 octobre 1999        | LINEAR     |
| (121429)                  | 1999 TL164             | 10 octobre 1999       | LINEAR     |
| (121430)                  | 1999 TZ165             | 10 octobre 1999       | LINEAR     |
| (121431)                  | 1999 TX168             | 10 octobre 1999       | LINEAR     |
| (121432)                  | 1999 TG171             | 10 octobre 1999       | LINEAR     |
| (121433)                  | 1999 TL175             | 10 octobre 1999       | LINEAR     |
| (121434)                  | 1999 TS178             | 10 octobre 1999       | LINEAR     |
| (121435)                  | 1999 TD180             | 10 octobre 1999       | LINEAR     |
| (121436)                  | 1999 TZ182             | 11 octobre 1999       | LINEAR     |
| (121437)                  | 1999 TT183             | 12 octobre 1999       | LINEAR     |
| (121438)                  | 1999 TA184             | 12 octobre 1999       | LINEAR     |
| (121439)                  | 1999 TK184             | 12 octobre 1999       | LINEAR     |
| (121440)                  | 1999 TY184             | 12 octobre 1999       | LINEAR     |
| (121441)                  | 1999 TA185             | 12 octobre 1999       | LINEAR     |
| (121442)                  | 1999 TE186             | 12 octobre 1999       | LINEAR     |
| (121443)                  | 1999 TP186             | 12 octobre 1999       | LINEAR     |
| (121444)                  | 1999 TN188             | 12 octobre 1999       | LINEAR     |
| (121445)                  | 1999 TH189             | 12 octobre 1999       | LINEAR     |
| (121446)                  | 1999 TR189             | 12 octobre 1999       | LINEAR     |
| (121447)                  | 1999 TO191             | 12 octobre 1999       | LINEAR     |
| (121448)                  | 1999 TR191             | 12 octobre 1999       | LINEAR     |
| (121449)                  | 1999 TU193             | 12 octobre 1999       | LINEAR     |
| (121450)                  | 1999 TO194             | 12 octobre 1999       | LINEAR     |
| (121451)                  | 1999 TP197             | 12 octobre 1999       | LINEAR     |
| (121452)                  | 1999 TW198             | 12 octobre 1999       | LINEAR     |
| (121453)                  | 1999 TE199             | 12 octobre 1999       | LINEAR     |
| (121454)                  | 1999 TA202             | 13 octobre 1999       | LINEAR     |
| (121455)                  | 1999 TM205             | 13 octobre 1999       | LINEAR     |
| (121456)                  | 1999 TQ206             | 14 octobre 1999       | LINEAR     |
| (121457)                  | 1999 TU206             | 14 octobre 1999       | LINEAR     |
| (121458)                  | 1999 TX206             | 14 octobre 1999       | LINEAR     |
| (121459)                  | 1999 TQ207             | 14 octobre 1999       | LINEAR     |
| (121460)                  | 1999 TW207             | 14 octobre 1999       | LINEAR     |
| (121461)                  | 1999 TX208             | 14 octobre 1999       | LINEAR     |
| (121462)                  | 1999 TB209             | 14 octobre 1999       | LINEAR     |
| (121463)                  | 1999 TE209             | 14 octobre 1999       | LINEAR     |
| (121464)                  | 1999 TO209             | 14 octobre 1999       | LINEAR     |
| (121465)                  | 1999 TJ214             | 15 octobre 1999       | LINEAR     |
| (121466)                  | 1999 TQ214             | 15 octobre 1999       | LINEAR     |
| (121467)                  | 1999 TT217             | 15 octobre 1999       | LINEAR     |
| (121468) Msovinskihaskell | 1999 TD219             | 1er octobre 1999      | CSS        |
| (121469) Sarahaugh        | 1999 TW221             | 1er octobre 1999      | CSS        |
| (121470)                  | 1999 TJ223             | 2 octobre 1999        | LONEOS     |
| (121471)                  | 1999 TO225             | 2 octobre 1999        | Spacewatch |
| (121472)                  | 1999 TS225             | 2 octobre 1999        | Spacewatch |
| (121473)                  | 1999 TC226             | 2 octobre 1999        | Spacewatch |
| (121474)                  | 1999 TE228             | 1er octobre 1999      | Spacewatch |
| (121475)                  | 1999 TK228             | 12 octobre 1999       | LINEAR     |
| (121476)                  | 1999 TE232             | 5 octobre 1999        | CSS        |
| (121477)                  | 1999 TX232             | 7 octobre 1999        | LINEAR     |
| (121478)                  | 1999 TG233             | 3 octobre 1999        | LINEAR     |
| (121479) Hendershot       | 1999 TM236             | 3 octobre 1999        | CSS        |
| (121480) Dolanhighsmith   | 1999 TH240             | 4 octobre 1999        | CSS        |
| (121481) Reganhoward      | 1999 TY240             | 4 octobre 1999        | CSS        |
| (121482)                  | 1999 TC241             | 4 octobre 1999        | CSS        |
| (121483) Griffinjayne     | 1999 TO242             | 4 octobre 1999        | CSS        |
| (121484)                  | 1999 TP243             | 6 octobre 1999        | Spacewatch |
| (121485)                  | 1999 TF244             | 7 octobre 1999        | CSS        |
| (121486) Sarahkirby       | 1999 TX245             | 7 octobre 1999        | CSS        |
| (121487)                  | 1999 TY253             | 11 octobre 1999       | LONEOS     |
| (121488)                  | 1999 TH254             | 8 octobre 1999        | CSS        |
| (121489)                  | 1999 TP255             | 9 octobre 1999        | Spacewatch |
| (121490)                  | 1999 TQ255             | 9 octobre 1999        | Spacewatch |
| (121491)                  | 1999 TV256             | 9 octobre 1999        | LINEAR     |
| (121492)                  | 1999 TN262             | 15 octobre 1999       | LONEOS     |
| (121493)                  | 1999 TO263             | 15 octobre 1999       | Spacewatch |
| (121494)                  | 1999 TE267             | 3 octobre 1999        | LINEAR     |
| (121495)                  | 1999 TQ267             | 3 octobre 1999        | LINEAR     |
| (121496)                  | 1999 TB269             | 3 octobre 1999        | LINEAR     |
| (121497)                  | 1999 TN270             | 3 octobre 1999        | LINEAR     |
| (121498)                  | 1999 TB272             | 3 octobre 1999        | LINEAR     |
| (121499)                  | 1999 TD272             | 3 octobre 1999        | LINEAR     |
| (121500)                  | 1999 TF273             | 5 octobre 1999        | LINEAR     |

### 121501-121600
| Nom                     | Désignation provisoire | Date de la découverte | Découvreur                           |
| ----------------------- | ---------------------- | --------------------- | ------------------------------------ |
| (121501)                | 1999 TH273             | 5 octobre 1999        | LINEAR                               |
| (121502)                | 1999 TR273             | 5 octobre 1999        | LINEAR                               |
| (121503)                | 1999 TZ289             | 10 octobre 1999       | LINEAR                               |
| (121504)                | 1999 TU292             | 12 octobre 1999       | LINEAR                               |
| (121505) Andrewliounis  | 1999 TC296             | 1er octobre 1999      | CSS                                  |
| (121506) Chrislorentson | 1999 TA300             | 3 octobre 1999        | CSS                                  |
| (121507)                | 1999 TU304             | 4 octobre 1999        | Spacewatch                           |
| (121508)                | 1999 TY307             | 4 octobre 1999        | Spacewatch                           |
| (121509)                | 1999 TW308             | 6 octobre 1999        | Spacewatch                           |
| (121510)                | 1999 TS309             | 3 octobre 1999        | Spacewatch                           |
| (121511)                | 1999 TD319             | 9 octobre 1999        | LINEAR                               |
| (121512)                | 1999 TR322             | 5 octobre 1999        | LINEAR                               |
| (121513)                | 1999 UJ6               | 28 octobre 1999       | Beijing Schmidt CCD Asteroid Program |
| (121514) 1999 UJ7       | 1999 UJ7               | 30 octobre 1999       | LINEAR                               |
| (121515)                | 1999 US10              | 31 octobre 1999       | LINEAR                               |
| (121516)                | 1999 UG11              | 31 octobre 1999       | LINEAR                               |
| (121517)                | 1999 UO11              | 31 octobre 1999       | Sposetti, S.                         |
| (121518)                | 1999 UA12              | 29 octobre 1999       | Spacewatch                           |
| (121519)                | 1999 UV17              | 30 octobre 1999       | Spacewatch                           |
| (121520)                | 1999 UE27              | 30 octobre 1999       | Spacewatch                           |
| (121521)                | 1999 UT27              | 30 octobre 1999       | Spacewatch                           |
| (121522)                | 1999 UU27              | 30 octobre 1999       | Spacewatch                           |
| (121523)                | 1999 UP28              | 31 octobre 1999       | Spacewatch                           |
| (121524)                | 1999 UA29              | 31 octobre 1999       | Spacewatch                           |
| (121525)                | 1999 UE29              | 31 octobre 1999       | Spacewatch                           |
| (121526)                | 1999 UN30              | 31 octobre 1999       | Spacewatch                           |
| (121527)                | 1999 UV30              | 31 octobre 1999       | Spacewatch                           |
| (121528)                | 1999 UX32              | 31 octobre 1999       | Spacewatch                           |
| (121529)                | 1999 UY33              | 31 octobre 1999       | Spacewatch                           |
| (121530)                | 1999 UG36              | 16 octobre 1999       | Spacewatch                           |
| (121531)                | 1999 UV36              | 16 octobre 1999       | Spacewatch                           |
| (121532)                | 1999 UD40              | 16 octobre 1999       | LINEAR                               |
| (121533)                | 1999 UW40              | 16 octobre 1999       | LINEAR                               |
| (121534)                | 1999 UJ41              | 18 octobre 1999       | Spacewatch                           |
| (121535)                | 1999 UQ41              | 18 octobre 1999       | Spacewatch                           |
| (121536) Brianburt      | 1999 UY46              | 30 octobre 1999       | LONEOS                               |
| (121537) Lorenzdavid    | 1999 UG48              | 30 octobre 1999       | CSS                                  |
| (121538)                | 1999 UA49              | 31 octobre 1999       | CSS                                  |
| (121539)                | 1999 UD50              | 30 octobre 1999       | CSS                                  |
| (121540) Jamesmarsh     | 1999 UU51              | 31 octobre 1999       | CSS                                  |
| (121541)                | 1999 UZ51              | 31 octobre 1999       | Sposetti, S.                         |
| (121542) Alindamashiku  | 1999 UW56              | 29 octobre 1999       | CSS                                  |
| (121543)                | 1999 VG1               | 3 novembre 1999       | Cooney Jr., W. R., Motl, P. M.       |
| (121544)                | 1999 VJ1               | 3 novembre 1999       | Cooney Jr., W. R., Motl, P. M.       |
| (121545)                | 1999 VA3               | 1er novembre 1999     | Spacewatch                           |
| (121546) Straulino      | 1999 VU11              | 5 novembre 1999       | Tesi, L., Boattini, A.               |
| (121547) Fenghuotongxin | 1999 VS20              | 11 novembre 1999      | Beijing Schmidt CCD Asteroid Program |
| (121548)                | 1999 VH31              | 3 novembre 1999       | LINEAR                               |
| (121549)                | 1999 VC32              | 3 novembre 1999       | LINEAR                               |
| (121550)                | 1999 VQ32              | 3 novembre 1999       | LINEAR                               |
| (121551)                | 1999 VT33              | 3 novembre 1999       | LINEAR                               |
| (121552)                | 1999 VU36              | 3 novembre 1999       | LINEAR                               |
| (121553)                | 1999 VL39              | 10 novembre 1999      | LINEAR                               |
| (121554)                | 1999 VN39              | 10 novembre 1999      | LINEAR                               |
| (121555)                | 1999 VF41              | 1er novembre 1999     | Spacewatch                           |
| (121556)                | 1999 VX41              | 4 novembre 1999       | Spacewatch                           |
| (121557) Paulmason      | 1999 VF44              | 3 novembre 1999       | CSS                                  |
| (121558)                | 1999 VR47              | 3 novembre 1999       | LINEAR                               |
| (121559)                | 1999 VL48              | 3 novembre 1999       | LINEAR                               |
| (121560)                | 1999 VZ48              | 3 novembre 1999       | LINEAR                               |
| (121561)                | 1999 VN51              | 3 novembre 1999       | LINEAR                               |
| (121562)                | 1999 VQ51              | 3 novembre 1999       | LINEAR                               |
| (121563)                | 1999 VV51              | 3 novembre 1999       | LINEAR                               |
| (121564)                | 1999 VS55              | 4 novembre 1999       | LINEAR                               |
| (121565)                | 1999 VV55              | 4 novembre 1999       | LINEAR                               |
| (121566)                | 1999 VH59              | 4 novembre 1999       | LINEAR                               |
| (121567)                | 1999 VG60              | 4 novembre 1999       | LINEAR                               |
| (121568)                | 1999 VN62              | 4 novembre 1999       | LINEAR                               |
| (121569)                | 1999 VT69              | 4 novembre 1999       | LINEAR                               |
| (121570)                | 1999 VU74              | 5 novembre 1999       | Spacewatch                           |
| (121571)                | 1999 VC76              | 5 novembre 1999       | Spacewatch                           |
| (121572)                | 1999 VB87              | 7 novembre 1999       | LINEAR                               |
| (121573)                | 1999 VZ87              | 8 novembre 1999       | LINEAR                               |
| (121574)                | 1999 VS90              | 5 novembre 1999       | LINEAR                               |
| (121575)                | 1999 VV90              | 5 novembre 1999       | LINEAR                               |
| (121576)                | 1999 VL97              | 9 novembre 1999       | LINEAR                               |
| (121577)                | 1999 VO97              | 9 novembre 1999       | LINEAR                               |
| (121578)                | 1999 VG98              | 9 novembre 1999       | LINEAR                               |
| (121579)                | 1999 VO98              | 9 novembre 1999       | LINEAR                               |
| (121580)                | 1999 VR99              | 9 novembre 1999       | LINEAR                               |
| (121581)                | 1999 VK101             | 9 novembre 1999       | LINEAR                               |
| (121582)                | 1999 VT101             | 9 novembre 1999       | LINEAR                               |
| (121583)                | 1999 VO102             | 9 novembre 1999       | LINEAR                               |
| (121584)                | 1999 VW102             | 9 novembre 1999       | LINEAR                               |
| (121585)                | 1999 VE103             | 9 novembre 1999       | LINEAR                               |
| (121586)                | 1999 VS104             | 9 novembre 1999       | LINEAR                               |
| (121587)                | 1999 VJ105             | 9 novembre 1999       | LINEAR                               |
| (121588)                | 1999 VL105             | 9 novembre 1999       | LINEAR                               |
| (121589)                | 1999 VJ110             | 9 novembre 1999       | LINEAR                               |
| (121590)                | 1999 VM110             | 9 novembre 1999       | LINEAR                               |
| (121591)                | 1999 VN111             | 9 novembre 1999       | LINEAR                               |
| (121592)                | 1999 VJ113             | 9 novembre 1999       | LINEAR                               |
| (121593) Kevinmiller    | 1999 VY114             | 9 novembre 1999       | CSS                                  |
| (121594) Zubritsky      | 1999 VD115             | 9 novembre 1999       | CSS                                  |
| (121595)                | 1999 VT125             | 6 novembre 1999       | Spacewatch                           |
| (121596)                | 1999 VX128             | 9 novembre 1999       | Spacewatch                           |
| (121597)                | 1999 VC130             | 11 novembre 1999      | Spacewatch                           |
| (121598)                | 1999 VO130             | 9 novembre 1999       | Spacewatch                           |
| (121599)                | 1999 VF135             | 13 novembre 1999      | Spacewatch                           |
| (121600)                | 1999 VZ135             | 9 novembre 1999       | LINEAR                               |

### 121601-121700
| Nom                     | Désignation provisoire | Date de la découverte | Découvreur   |
| ----------------------- | ---------------------- | --------------------- | ------------ |
| (121601)                | 1999 VP136             | 9 novembre 1999       | LINEAR       |
| (121602)                | 1999 VU136             | 12 novembre 1999      | LINEAR       |
| (121603)                | 1999 VV136             | 12 novembre 1999      | LINEAR       |
| (121604)                | 1999 VF137             | 12 novembre 1999      | LINEAR       |
| (121605)                | 1999 VF138             | 9 novembre 1999       | Spacewatch   |
| (121606)                | 1999 VG140             | 10 novembre 1999      | Spacewatch   |
| (121607)                | 1999 VG142             | 10 novembre 1999      | Spacewatch   |
| (121608) Mikemoreau     | 1999 VL144             | 11 novembre 1999      | CSS          |
| (121609) Josephnicholas | 1999 VV144             | 13 novembre 1999      | CSS          |
| (121610)                | 1999 VW147             | 14 novembre 1999      | LINEAR       |
| (121611)                | 1999 VD149             | 14 novembre 1999      | LINEAR       |
| (121612)                | 1999 VD150             | 14 novembre 1999      | LINEAR       |
| (121613)                | 1999 VC151             | 14 novembre 1999      | LINEAR       |
| (121614)                | 1999 VA153             | 11 novembre 1999      | Spacewatch   |
| (121615) Marknoteware   | 1999 VC154             | 13 novembre 1999      | CSS          |
| (121616)                | 1999 VA155             | 13 novembre 1999      | Spacewatch   |
| (121617)                | 1999 VX157             | 14 novembre 1999      | LINEAR       |
| (121618)                | 1999 VL158             | 14 novembre 1999      | LINEAR       |
| (121619)                | 1999 VV163             | 14 novembre 1999      | LINEAR       |
| (121620)                | 1999 VB166             | 14 novembre 1999      | LINEAR       |
| (121621)                | 1999 VP167             | 14 novembre 1999      | LINEAR       |
| (121622)                | 1999 VT167             | 14 novembre 1999      | LINEAR       |
| (121623)                | 1999 VH169             | 14 novembre 1999      | LINEAR       |
| (121624)                | 1999 VN173             | 15 novembre 1999      | LINEAR       |
| (121625)                | 1999 VW177             | 6 novembre 1999       | LINEAR       |
| (121626)                | 1999 VR178             | 6 novembre 1999       | LINEAR       |
| (121627)                | 1999 VO182             | 9 novembre 1999       | LINEAR       |
| (121628)                | 1999 VP183             | 12 novembre 1999      | LINEAR       |
| (121629)                | 1999 VZ183             | 15 novembre 1999      | LINEAR       |
| (121630)                | 1999 VD187             | 15 novembre 1999      | LINEAR       |
| (121631) Josephnuth     | 1999 VO196             | 1er novembre 1999     | CSS          |
| (121632)                | 1999 VS196             | 1er novembre 1999     | CSS          |
| (121633) Ronperison     | 1999 VO197             | 3 novembre 1999       | CSS          |
| (121634)                | 1999 VX199             | 4 novembre 1999       | LONEOS       |
| (121635)                | 1999 VQ200             | 3 novembre 1999       | LINEAR       |
| (121636)                | 1999 VT208             | 12 novembre 1999      | LINEAR       |
| (121637) Druscillaperry | 1999 VR210             | 13 novembre 1999      | CSS          |
| (121638)                | 1999 VK216             | 3 novembre 1999       | LINEAR       |
| (121639)                | 1999 VT217             | 5 novembre 1999       | LINEAR       |
| (121640)                | 1999 VK221             | 4 novembre 1999       | LINEAR       |
| (121641)                | 1999 VF225             | 5 novembre 1999       | LINEAR       |
| (121642)                | 1999 VJ227             | 1er novembre 1999     | LINEAR       |
| (121643)                | 1999 WN1               | 28 novembre 1999      | Klet         |
| (121644)                | 1999 WN6               | 28 novembre 1999      | Korlevic, K. |
| (121645)                | 1999 WQ7               | 28 novembre 1999      | Korlevic, K. |
| (121646)                | 1999 WZ7               | 27 novembre 1999      | Ziboli, M.   |
| (121647)                | 1999 WF10              | 28 novembre 1999      | Spacewatch   |
| (121648)                | 1999 WF11              | 30 novembre 1999      | Spacewatch   |
| (121649)                | 1999 WK17              | 30 novembre 1999      | Spacewatch   |
| (121650)                | 1999 WR18              | 30 novembre 1999      | Spacewatch   |
| (121651)                | 1999 WY18              | 30 novembre 1999      | Spacewatch   |
| (121652)                | 1999 WE19              | 30 novembre 1999      | Spacewatch   |
| (121653)                | 1999 XV                | 2 décembre 1999       | LINEAR       |
| (121654) Michaelpryzby  | 1999 XY2               | 4 décembre 1999       | CSS          |
| (121655) Nitapszcolka   | 1999 XY4               | 4 décembre 1999       | CSS          |
| (121656) Jamesrogers    | 1999 XM5               | 4 décembre 1999       | CSS          |
| (121657)                | 1999 XL6               | 4 décembre 1999       | CSS          |
| (121658)                | 1999 XU8               | 5 décembre 1999       | LINEAR       |
| (121659) Blairrussell   | 1999 XX10              | 5 décembre 1999       | CSS          |
| (121660)                | 1999 XW19              | 5 décembre 1999       | LINEAR       |
| (121661)                | 1999 XQ21              | 5 décembre 1999       | LINEAR       |
| (121662)                | 1999 XP26              | 6 décembre 1999       | LINEAR       |
| (121663)                | 1999 XC31              | 6 décembre 1999       | LINEAR       |
| (121664)                | 1999 XG38              | 3 décembre 1999       | Kawasato, N. |
| (121665)                | 1999 XR38              | 8 décembre 1999       | LINEAR       |
| (121666)                | 1999 XM40              | 7 décembre 1999       | LINEAR       |
| (121667)                | 1999 XQ40              | 7 décembre 1999       | LINEAR       |
| (121668)                | 1999 XN45              | 7 décembre 1999       | LINEAR       |
| (121669)                | 1999 XD46              | 7 décembre 1999       | LINEAR       |
| (121670)                | 1999 XU46              | 7 décembre 1999       | LINEAR       |
| (121671)                | 1999 XG47              | 7 décembre 1999       | LINEAR       |
| (121672)                | 1999 XM47              | 7 décembre 1999       | LINEAR       |
| (121673)                | 1999 XF51              | 7 décembre 1999       | LINEAR       |
| (121674)                | 1999 XQ52              | 7 décembre 1999       | LINEAR       |
| (121675)                | 1999 XS52              | 7 décembre 1999       | LINEAR       |
| (121676)                | 1999 XM54              | 7 décembre 1999       | LINEAR       |
| (121677)                | 1999 XN55              | 7 décembre 1999       | LINEAR       |
| (121678)                | 1999 XJ56              | 7 décembre 1999       | LINEAR       |
| (121679)                | 1999 XY56              | 7 décembre 1999       | LINEAR       |
| (121680)                | 1999 XJ57              | 7 décembre 1999       | LINEAR       |
| (121681)                | 1999 XO58              | 7 décembre 1999       | LINEAR       |
| (121682)                | 1999 XH59              | 7 décembre 1999       | LINEAR       |
| (121683)                | 1999 XF60              | 7 décembre 1999       | LINEAR       |
| (121684)                | 1999 XH60              | 7 décembre 1999       | LINEAR       |
| (121685)                | 1999 XL60              | 7 décembre 1999       | LINEAR       |
| (121686)                | 1999 XM61              | 7 décembre 1999       | LINEAR       |
| (121687)                | 1999 XT62              | 7 décembre 1999       | LINEAR       |
| (121688)                | 1999 XA63              | 7 décembre 1999       | LINEAR       |
| (121689)                | 1999 XB64              | 7 décembre 1999       | LINEAR       |
| (121690)                | 1999 XP64              | 7 décembre 1999       | LINEAR       |
| (121691)                | 1999 XY64              | 7 décembre 1999       | LINEAR       |
| (121692)                | 1999 XD65              | 7 décembre 1999       | LINEAR       |
| (121693)                | 1999 XF66              | 7 décembre 1999       | LINEAR       |
| (121694)                | 1999 XF67              | 7 décembre 1999       | LINEAR       |
| (121695)                | 1999 XP68              | 7 décembre 1999       | LINEAR       |
| (121696)                | 1999 XD69              | 7 décembre 1999       | LINEAR       |
| (121697)                | 1999 XD73              | 7 décembre 1999       | LINEAR       |
| (121698)                | 1999 XM73              | 7 décembre 1999       | LINEAR       |
| (121699)                | 1999 XS76              | 7 décembre 1999       | LINEAR       |
| (121700)                | 1999 XX77              | 7 décembre 1999       | LINEAR       |

### 121701-121800
| Nom                      | Désignation provisoire | Date de la découverte | Découvreur              |
| ------------------------ | ---------------------- | --------------------- | ----------------------- |
| (121701)                 | 1999 XR78              | 7 décembre 1999       | LINEAR                  |
| (121702)                 | 1999 XU80              | 7 décembre 1999       | LINEAR                  |
| (121703)                 | 1999 XZ83              | 7 décembre 1999       | LINEAR                  |
| (121704)                 | 1999 XW88              | 7 décembre 1999       | LINEAR                  |
| (121705)                 | 1999 XY90              | 7 décembre 1999       | LINEAR                  |
| (121706)                 | 1999 XE95              | 9 décembre 1999       | Comba, P. G.            |
| (121707)                 | 1999 XY99              | 7 décembre 1999       | LINEAR                  |
| (121708)                 | 1999 XT100             | 7 décembre 1999       | LINEAR                  |
| (121709)                 | 1999 XJ106             | 11 décembre 1999      | Comba, P. G.            |
| (121710)                 | 1999 XB112             | 7 décembre 1999       | LINEAR                  |
| (121711)                 | 1999 XW112             | 11 décembre 1999      | LINEAR                  |
| (121712)                 | 1999 XS113             | 11 décembre 1999      | LINEAR                  |
| (121713)                 | 1999 XT113             | 11 décembre 1999      | LINEAR                  |
| (121714)                 | 1999 XZ115             | 5 décembre 1999       | CSS                     |
| (121715) Katiesalamy     | 1999 XC120             | 5 décembre 1999       | CSS                     |
| (121716) Victorsank      | 1999 XL122             | 7 décembre 1999       | CSS                     |
| (121717) Josephschepis   | 1999 XA123             | 7 décembre 1999       | CSS                     |
| (121718) Ashleyscroggins | 1999 XE125             | 7 décembre 1999       | CSS                     |
| (121719) Georgeshaw      | 1999 XW126             | 7 décembre 1999       | CSS                     |
| (121720)                 | 1999 XF131             | 12 décembre 1999      | LINEAR                  |
| (121721)                 | 1999 XY131             | 12 décembre 1999      | LINEAR                  |
| (121722)                 | 1999 XZ137             | 2 décembre 1999       | Spacewatch              |
| (121723)                 | 1999 XL139             | 2 décembre 1999       | Spacewatch              |
| (121724)                 | 1999 XG141             | 3 décembre 1999       | Spacewatch              |
| (121725) Aphidas         | 1999 XX143             | 13 décembre 1999      | Carl W. Hergenrother    |
| (121726)                 | 1999 XU148             | 7 décembre 1999       | Spacewatch              |
| (121727)                 | 1999 XQ155             | 8 décembre 1999       | LINEAR                  |
| (121728)                 | 1999 XV160             | 8 décembre 1999       | LINEAR                  |
| (121729)                 | 1999 XV165             | 8 décembre 1999       | LINEAR                  |
| (121730)                 | 1999 XM170             | 10 décembre 1999      | LINEAR                  |
| (121731)                 | 1999 XU170             | 10 décembre 1999      | LINEAR                  |
| (121732)                 | 1999 XB171             | 10 décembre 1999      | LINEAR                  |
| (121733)                 | 1999 XR172             | 10 décembre 1999      | LINEAR                  |
| (121734)                 | 1999 XF178             | 10 décembre 1999      | LINEAR                  |
| (121735)                 | 1999 XD185             | 12 décembre 1999      | LINEAR                  |
| (121736)                 | 1999 XR186             | 12 décembre 1999      | LINEAR                  |
| (121737)                 | 1999 XY190             | 12 décembre 1999      | LINEAR                  |
| (121738)                 | 1999 XF191             | 12 décembre 1999      | LINEAR                  |
| (121739)                 | 1999 XT191             | 12 décembre 1999      | LINEAR                  |
| (121740)                 | 1999 XU196             | 12 décembre 1999      | LINEAR                  |
| (121741)                 | 1999 XT198             | 12 décembre 1999      | LINEAR                  |
| (121742)                 | 1999 XX203             | 12 décembre 1999      | LINEAR                  |
| (121743)                 | 1999 XH205             | 12 décembre 1999      | LINEAR                  |
| (121744)                 | 1999 XV205             | 12 décembre 1999      | LINEAR                  |
| (121745)                 | 1999 XN207             | 12 décembre 1999      | LINEAR                  |
| (121746)                 | 1999 XV207             | 12 décembre 1999      | LINEAR                  |
| (121747)                 | 1999 XY210             | 13 décembre 1999      | LINEAR                  |
| (121748)                 | 1999 XA212             | 13 décembre 1999      | LINEAR                  |
| (121749)                 | 1999 XU217             | 13 décembre 1999      | Spacewatch              |
| (121750)                 | 1999 XE222             | 15 décembre 1999      | LINEAR                  |
| (121751)                 | 1999 XO228             | 14 décembre 1999      | Spacewatch              |
| (121752)                 | 1999 XV234             | 3 décembre 1999       | LONEOS                  |
| (121753)                 | 1999 XP247             | 6 décembre 1999       | LINEAR                  |
| (121754)                 | 1999 XO252             | 12 décembre 1999      | Spacewatch              |
| (121755)                 | 1999 XY253             | 12 décembre 1999      | Spacewatch              |
| (121756) Sotomejias      | 1999 XA257             | 7 décembre 1999       | CSS                     |
| (121757)                 | 1999 YZ1               | 16 décembre 1999      | Spacewatch              |
| (121758)                 | 1999 YT3               | 19 décembre 1999      | LINEAR                  |
| (121759)                 | 1999 YU3               | 19 décembre 1999      | LINEAR                  |
| (121760)                 | 1999 YY4               | 28 décembre 1999      | Comba, P. G.            |
| (121761)                 | 1999 YZ6               | 30 décembre 1999      | LINEAR                  |
| (121762)                 | 1999 YW8               | 30 décembre 1999      | Comba, P. G.            |
| (121763)                 | 1999 YA10              | 27 décembre 1999      | Spacewatch              |
| (121764)                 | 1999 YH13              | 31 décembre 1999      | Hug, G., Bell, G.       |
| (121765)                 | 1999 YF15              | 31 décembre 1999      | Spacewatch              |
| (121766)                 | 1999 YG15              | 31 décembre 1999      | Spacewatch              |
| (121767)                 | 1999 YK15              | 31 décembre 1999      | Spacewatch              |
| (121768)                 | 1999 YH17              | 31 décembre 1999      | Spacewatch              |
| (121769)                 | 1999 YF23              | 31 décembre 1999      | LONEOS                  |
| (121770)                 | 2000 AV2               | 1er janvier 2000      | Boattini, A., Forti, G. |
| (121771)                 | 2000 AN3               | 2 janvier 2000        | LINEAR                  |
| (121772)                 | 2000 AA20              | 3 janvier 2000        | LINEAR                  |
| (121773)                 | 2000 AZ23              | 3 janvier 2000        | LINEAR                  |
| (121774)                 | 2000 AU24              | 3 janvier 2000        | LINEAR                  |
| (121775)                 | 2000 AF29              | 3 janvier 2000        | LINEAR                  |
| (121776)                 | 2000 AH30              | 3 janvier 2000        | LINEAR                  |
| (121777)                 | 2000 AD32              | 3 janvier 2000        | LINEAR                  |
| (121778)                 | 2000 AB37              | 3 janvier 2000        | LINEAR                  |
| (121779)                 | 2000 AO40              | 3 janvier 2000        | LINEAR                  |
| (121780)                 | 2000 AG51              | 3 janvier 2000        | LINEAR                  |
| (121781)                 | 2000 AA55              | 4 janvier 2000        | LINEAR                  |
| (121782)                 | 2000 AL66              | 4 janvier 2000        | LINEAR                  |
| (121783)                 | 2000 AM80              | 5 janvier 2000        | LINEAR                  |
| (121784)                 | 2000 AS82              | 5 janvier 2000        | LINEAR                  |
| (121785)                 | 2000 AM83              | 5 janvier 2000        | LINEAR                  |
| (121786)                 | 2000 AB89              | 5 janvier 2000        | LINEAR                  |
| (121787)                 | 2000 AB91              | 5 janvier 2000        | LINEAR                  |
| (121788)                 | 2000 AN101             | 5 janvier 2000        | LINEAR                  |
| (121789)                 | 2000 AE103             | 5 janvier 2000        | LINEAR                  |
| (121790)                 | 2000 AS104             | 5 janvier 2000        | LINEAR                  |
| (121791)                 | 2000 AS115             | 5 janvier 2000        | LINEAR                  |
| (121792)                 | 2000 AY118             | 5 janvier 2000        | LINEAR                  |
| (121793)                 | 2000 AT119             | 5 janvier 2000        | LINEAR                  |
| (121794)                 | 2000 AD124             | 5 janvier 2000        | LINEAR                  |
| (121795)                 | 2000 AR125             | 5 janvier 2000        | LINEAR                  |
| (121796)                 | 2000 AQ132             | 3 janvier 2000        | LINEAR                  |
| (121797)                 | 2000 AQ150             | 8 janvier 2000        | LINEAR                  |
| (121798)                 | 2000 AS158             | 3 janvier 2000        | LINEAR                  |
| (121799)                 | 2000 AB159             | 3 janvier 2000        | LINEAR                  |
| (121800)                 | 2000 AQ160             | 3 janvier 2000        | LINEAR                  |

### 121801-121900
| Nom                | Désignation provisoire | Date de la découverte | Découvreur              |
| ------------------ | ---------------------- | --------------------- | ----------------------- |
| (121801)           | 2000 AO161             | 3 janvier 2000        | LINEAR                  |
| (121802)           | 2000 AP162             | 4 janvier 2000        | LINEAR                  |
| (121803)           | 2000 AC167             | 8 janvier 2000        | LINEAR                  |
| (121804)           | 2000 AK168             | 13 janvier 2000       | Klet                    |
| (121805)           | 2000 AS168             | 12 janvier 2000       | Comba, P. G.            |
| (121806)           | 2000 AH187             | 8 janvier 2000        | LINEAR                  |
| (121807)           | 2000 AW187             | 8 janvier 2000        | LINEAR                  |
| (121808)           | 2000 AN189             | 8 janvier 2000        | LINEAR                  |
| (121809)           | 2000 AA194             | 8 janvier 2000        | LINEAR                  |
| (121810)           | 2000 AU214             | 7 janvier 2000        | Spacewatch              |
| (121811)           | 2000 AD217             | 8 janvier 2000        | Spacewatch              |
| (121812)           | 2000 AP222             | 9 janvier 2000        | Spacewatch              |
| (121813)           | 2000 AW226             | 9 janvier 2000        | Spacewatch              |
| (121814)           | 2000 AM231             | 4 janvier 2000        | LINEAR                  |
| (121815)           | 2000 AE232             | 4 janvier 2000        | LINEAR                  |
| (121816)           | 2000 AE238             | 6 janvier 2000        | LINEAR                  |
| (121817) Szatmáry  | 2000 AP246             | 2 janvier 2000        | Sarneczky, K., Kiss, L. |
| (121818)           | 2000 AB247             | 2 janvier 2000        | Spacewatch              |
| (121819)           | 2000 AH247             | 2 janvier 2000        | LINEAR                  |
| (121820)           | 2000 AE249             | 3 janvier 2000        | LINEAR                  |
| (121821)           | 2000 AL251             | 5 janvier 2000        | LINEAR                  |
| (121822)           | 2000 BT                | 26 janvier 2000       | Farra d'Isonzo          |
| (121823)           | 2000 BA1               | 28 janvier 2000       | LINEAR                  |
| (121824)           | 2000 BU9               | 26 janvier 2000       | Spacewatch              |
| (121825)           | 2000 BV9               | 26 janvier 2000       | Spacewatch              |
| (121826)           | 2000 BA10              | 26 janvier 2000       | Spacewatch              |
| (121827)           | 2000 BG12              | 28 janvier 2000       | Spacewatch              |
| (121828)           | 2000 BH13              | 29 janvier 2000       | Spacewatch              |
| (121829)           | 2000 BU15              | 29 janvier 2000       | LINEAR                  |
| (121830)           | 2000 BG20              | 26 janvier 2000       | Spacewatch              |
| (121831)           | 2000 BV20              | 28 janvier 2000       | Spacewatch              |
| (121832)           | 2000 BZ21              | 29 janvier 2000       | Spacewatch              |
| (121833)           | 2000 BO23              | 27 janvier 2000       | LINEAR                  |
| (121834)           | 2000 BZ24              | 30 janvier 2000       | LINEAR                  |
| (121835)           | 2000 BD25              | 30 janvier 2000       | LINEAR                  |
| (121836)           | 2000 BZ26              | 30 janvier 2000       | LINEAR                  |
| (121837)           | 2000 BT27              | 30 janvier 2000       | LINEAR                  |
| (121838)           | 2000 BX37              | 28 janvier 2000       | Spacewatch              |
| (121839)           | 2000 BS41              | 30 janvier 2000       | Spacewatch              |
| (121840)           | 2000 BS44              | 28 janvier 2000       | Spacewatch              |
| (121841)           | 2000 BX49              | 16 janvier 2000       | Spacewatch              |
| (121842)           | 2000 CD6               | 2 février 2000        | LINEAR                  |
| (121843)           | 2000 CQ6               | 2 février 2000        | LINEAR                  |
| (121844)           | 2000 CQ9               | 2 février 2000        | LINEAR                  |
| (121845)           | 2000 CS9               | 2 février 2000        | LINEAR                  |
| (121846)           | 2000 CJ14              | 2 février 2000        | LINEAR                  |
| (121847)           | 2000 CS22              | 2 février 2000        | LINEAR                  |
| (121848)           | 2000 CN23              | 2 février 2000        | LINEAR                  |
| (121849)           | 2000 CB24              | 2 février 2000        | LINEAR                  |
| (121850)           | 2000 CA28              | 2 février 2000        | LINEAR                  |
| (121851)           | 2000 CO31              | 2 février 2000        | LINEAR                  |
| (121852)           | 2000 CU31              | 2 février 2000        | LINEAR                  |
| (121853)           | 2000 CT34              | 3 février 2000        | Zoltowski, F. B.        |
| (121854)           | 2000 CE44              | 2 février 2000        | LINEAR                  |
| (121855)           | 2000 CX52              | 2 février 2000        | LINEAR                  |
| (121856)           | 2000 CX54              | 3 février 2000        | LINEAR                  |
| (121857)           | 2000 CO64              | 3 février 2000        | LINEAR                  |
| (121858)           | 2000 CV64              | 3 février 2000        | LINEAR                  |
| (121859)           | 2000 CG66              | 6 février 2000        | LINEAR                  |
| (121860)           | 2000 CK66              | 6 février 2000        | LINEAR                  |
| (121861)           | 2000 CW69              | 1er février 2000      | Spacewatch              |
| (121862)           | 2000 CT72              | 2 février 2000        | LINEAR                  |
| (121863)           | 2000 CO75              | 6 février 2000        | LINEAR                  |
| (121864)           | 2000 CK76              | 9 février 2000        | Korlevic, K.            |
| (121865) Dauvergne | 2000 CT80              | 10 février 2000       | Colas, F., Cavadore, C. |
| (121866)           | 2000 CE83              | 4 février 2000        | LINEAR                  |
| (121867)           | 2000 CB86              | 4 février 2000        | LINEAR                  |
| (121868)           | 2000 CQ90              | 6 février 2000        | LINEAR                  |
| (121869)           | 2000 CF91              | 6 février 2000        | LINEAR                  |
| (121870)           | 2000 CB98              | 7 février 2000        | Spacewatch              |
| (121871)           | 2000 CH99              | 8 février 2000        | Spacewatch              |
| (121872)           | 2000 CE100             | 10 février 2000       | Spacewatch              |
| (121873)           | 2000 CA101             | 12 février 2000       | Spacewatch              |
| (121874)           | 2000 CJ116             | 3 février 2000        | LINEAR                  |
| (121875)           | 2000 CQ116             | 3 février 2000        | LINEAR                  |
| (121876)           | 2000 CT117             | 2 février 2000        | LINEAR                  |
| (121877)           | 2000 CG120             | 2 février 2000        | LINEAR                  |
| (121878)           | 2000 CG122             | 3 février 2000        | LINEAR                  |
| (121879)           | 2000 CF132             | 3 février 2000        | Spacewatch              |
| (121880)           | 2000 CV134             | 4 février 2000        | Spacewatch              |
| (121881)           | 2000 DC1               | 25 février 2000       | LINEAR                  |
| (121882)           | 2000 DW1               | 26 février 2000       | Spacewatch              |
| (121883)           | 2000 DA2               | 26 février 2000       | Spacewatch              |
| (121884)           | 2000 DA3               | 27 février 2000       | Kobayashi, T.           |
| (121885)           | 2000 DQ6               | 28 février 2000       | LINEAR                  |
| (121886)           | 2000 DF10              | 26 février 2000       | Spacewatch              |
| (121887)           | 2000 DY11              | 27 février 2000       | Spacewatch              |
| (121888)           | 2000 DN12              | 27 février 2000       | Spacewatch              |
| (121889)           | 2000 DL17              | 29 février 2000       | LINEAR                  |
| (121890)           | 2000 DK21              | 29 février 2000       | LINEAR                  |
| (121891)           | 2000 DP21              | 29 février 2000       | LINEAR                  |
| (121892)           | 2000 DC25              | 29 février 2000       | LINEAR                  |
| (121893)           | 2000 DM25              | 29 février 2000       | LINEAR                  |
| (121894)           | 2000 DC28              | 29 février 2000       | LINEAR                  |
| (121895)           | 2000 DJ29              | 29 février 2000       | LINEAR                  |
| (121896)           | 2000 DW33              | 29 février 2000       | LINEAR                  |
| (121897)           | 2000 DZ34              | 29 février 2000       | LINEAR                  |
| (121898)           | 2000 DG35              | 29 février 2000       | LINEAR                  |
| (121899)           | 2000 DM36              | 29 février 2000       | LINEAR                  |
| (121900)           | 2000 DU37              | 29 février 2000       | LINEAR                  |

### 121901-122000
| Nom      | Désignation provisoire | Date de la découverte | Découvreur      |
| -------- | ---------------------- | --------------------- | --------------- |
| (121901) | 2000 DT44              | 29 février 2000       | LINEAR          |
| (121902) | 2000 DV44              | 29 février 2000       | LINEAR          |
| (121903) | 2000 DZ50              | 29 février 2000       | LINEAR          |
| (121904) | 2000 DS51              | 29 février 2000       | LINEAR          |
| (121905) | 2000 DE56              | 29 février 2000       | LINEAR          |
| (121906) | 2000 DB62              | 29 février 2000       | LINEAR          |
| (121907) | 2000 DX64              | 29 février 2000       | LINEAR          |
| (121908) | 2000 DD65              | 29 février 2000       | LINEAR          |
| (121909) | 2000 DR65              | 29 février 2000       | LINEAR          |
| (121910) | 2000 DW66              | 29 février 2000       | LINEAR          |
| (121911) | 2000 DG67              | 29 février 2000       | LINEAR          |
| (121912) | 2000 DZ67              | 29 février 2000       | LINEAR          |
| (121913) | 2000 DN68              | 29 février 2000       | LINEAR          |
| (121914) | 2000 DB69              | 29 février 2000       | LINEAR          |
| (121915) | 2000 DN73              | 29 février 2000       | LINEAR          |
| (121916) | 2000 DW76              | 29 février 2000       | LINEAR          |
| (121917) | 2000 DL83              | 28 février 2000       | LINEAR          |
| (121918) | 2000 DN83              | 28 février 2000       | LINEAR          |
| (121919) | 2000 DN84              | 29 février 2000       | LINEAR          |
| (121920) | 2000 DP88              | 29 février 2000       | LINEAR          |
| (121921) | 2000 DA89              | 26 février 2000       | Spacewatch      |
| (121922) | 2000 DT91              | 27 février 2000       | Spacewatch      |
| (121923) | 2000 DZ96              | 29 février 2000       | LINEAR          |
| (121924) | 2000 DH98              | 29 février 2000       | LINEAR          |
| (121925) | 2000 DX98              | 29 février 2000       | LINEAR          |
| (121926) | 2000 DO103             | 29 février 2000       | LINEAR          |
| (121927) | 2000 DX103             | 29 février 2000       | LINEAR          |
| (121928) | 2000 DV104             | 29 février 2000       | LINEAR          |
| (121929) | 2000 DB105             | 29 février 2000       | LINEAR          |
| (121930) | 2000 DW105             | 29 février 2000       | LINEAR          |
| (121931) | 2000 DY114             | 27 février 2000       | Spacewatch      |
| (121932) | 2000 DW117             | 25 février 2000       | Spacewatch      |
| (121933) | 2000 EG1               | 3 mars 2000           | LINEAR          |
| (121934) | 2000 EP3               | 3 mars 2000           | LINEAR          |
| (121935) | 2000 EN4               | 2 mars 2000           | Spacewatch      |
| (121936) | 2000 ER6               | 2 mars 2000           | Spacewatch      |
| (121937) | 2000 EP9               | 3 mars 2000           | LINEAR          |
| (121938) | 2000 EX11              | 4 mars 2000           | LINEAR          |
| (121939) | 2000 EE13              | 4 mars 2000           | LINEAR          |
| (121940) | 2000 EW16              | 3 mars 2000           | LINEAR          |
| (121941) | 2000 ER18              | 5 mars 2000           | LINEAR          |
| (121942) | 2000 ES23              | 8 mars 2000           | Spacewatch      |
| (121943) | 2000 EV27              | 4 mars 2000           | LINEAR          |
| (121944) | 2000 EJ28              | 4 mars 2000           | LINEAR          |
| (121945) | 2000 EK31              | 5 mars 2000           | LINEAR          |
| (121946) | 2000 EO31              | 5 mars 2000           | LINEAR          |
| (121947) | 2000 EC36              | 3 mars 2000           | LINEAR          |
| (121948) | 2000 EH37              | 8 mars 2000           | LINEAR          |
| (121949) | 2000 ET42              | 8 mars 2000           | LINEAR          |
| (121950) | 2000 EA43              | 8 mars 2000           | LINEAR          |
| (121951) | 2000 ES45              | 9 mars 2000           | LINEAR          |
| (121952) | 2000 EX48              | 9 mars 2000           | LINEAR          |
| (121953) | 2000 EP50              | 10 mars 2000          | Comba, P. G.    |
| (121954) | 2000 EQ50              | 10 mars 2000          | Comba, P. G.    |
| (121955) | 2000 ED53              | 4 mars 2000           | Spacewatch      |
| (121956) | 2000 EH54              | 9 mars 2000           | Spacewatch      |
| (121957) | 2000 EX54              | 10 mars 2000          | Spacewatch      |
| (121958) | 2000 EP58              | 8 mars 2000           | LINEAR          |
| (121959) | 2000 EL67              | 10 mars 2000          | LINEAR          |
| (121960) | 2000 EN68              | 10 mars 2000          | LINEAR          |
| (121961) | 2000 EZ79              | 5 mars 2000           | LINEAR          |
| (121962) | 2000 EJ81              | 5 mars 2000           | LINEAR          |
| (121963) | 2000 EF87              | 8 mars 2000           | LINEAR          |
| (121964) | 2000 EC99              | 11 mars 2000          | Spacewatch      |
| (121965) | 2000 EF99              | 12 mars 2000          | Spacewatch      |
| (121966) | 2000 EC103             | 11 mars 2000          | LINEAR          |
| (121967) | 2000 EP108             | 8 mars 2000           | NEAT            |
| (121968) | 2000 EU108             | 8 mars 2000           | Spacewatch      |
| (121969) | 2000 ES110             | 8 mars 2000           | NEAT            |
| (121970) | 2000 EK112             | 9 mars 2000           | Spacewatch      |
| (121971) | 2000 EF113             | 9 mars 2000           | LINEAR          |
| (121972) | 2000 ES117             | 11 mars 2000          | LONEOS          |
| (121973) | 2000 EW118             | 11 mars 2000          | LONEOS          |
| (121974) | 2000 ED119             | 11 mars 2000          | LONEOS          |
| (121975) | 2000 EA126             | 11 mars 2000          | LONEOS          |
| (121976) | 2000 EH129             | 11 mars 2000          | LONEOS          |
| (121977) | 2000 EK135             | 11 mars 2000          | LONEOS          |
| (121978) | 2000 ED140             | 8 mars 2000           | Whiteley, R. J. |
| (121979) | 2000 EM149             | 5 mars 2000           | LINEAR          |
| (121980) | 2000 ET156             | 10 mars 2000          | LINEAR          |
| (121981) | 2000 EH159             | 3 mars 2000           | LINEAR          |
| (121982) | 2000 EP160             | 3 mars 2000           | LINEAR          |
| (121983) | 2000 EN164             | 3 mars 2000           | LINEAR          |
| (121984) | 2000 ED167             | 4 mars 2000           | LINEAR          |
| (121985) | 2000 EP172             | 10 mars 2000          | Spacewatch      |
| (121986) | 2000 ER180             | 4 mars 2000           | LINEAR          |
| (121987) | 2000 EU188             | 3 mars 2000           | LINEAR          |
| (121988) | 2000 FW8               | 29 mars 2000          | Spacewatch      |
| (121989) | 2000 FV9               | 30 mars 2000          | Spacewatch      |
| (121990) | 2000 FX11              | 28 mars 2000          | LINEAR          |
| (121991) | 2000 FC17              | 28 mars 2000          | LINEAR          |
| (121992) | 2000 FS20              | 29 mars 2000          | LINEAR          |
| (121993) | 2000 FX27              | 27 mars 2000          | LONEOS          |
| (121994) | 2000 FV28              | 27 mars 2000          | LONEOS          |
| (121995) | 2000 FO38              | 29 mars 2000          | LINEAR          |
| (121996) | 2000 FV41              | 29 mars 2000          | LINEAR          |
| (121997) | 2000 FX41              | 29 mars 2000          | LINEAR          |
| (121998) | 2000 FS43              | 29 mars 2000          | LINEAR          |
| (121999) | 2000 FM44              | 29 mars 2000          | LINEAR          |
| (122000) | 2000 FR45              | 29 mars 2000          | LINEAR          |

## Sources
- (en) Base de données du Centre des planètes mineures